# Sesbania

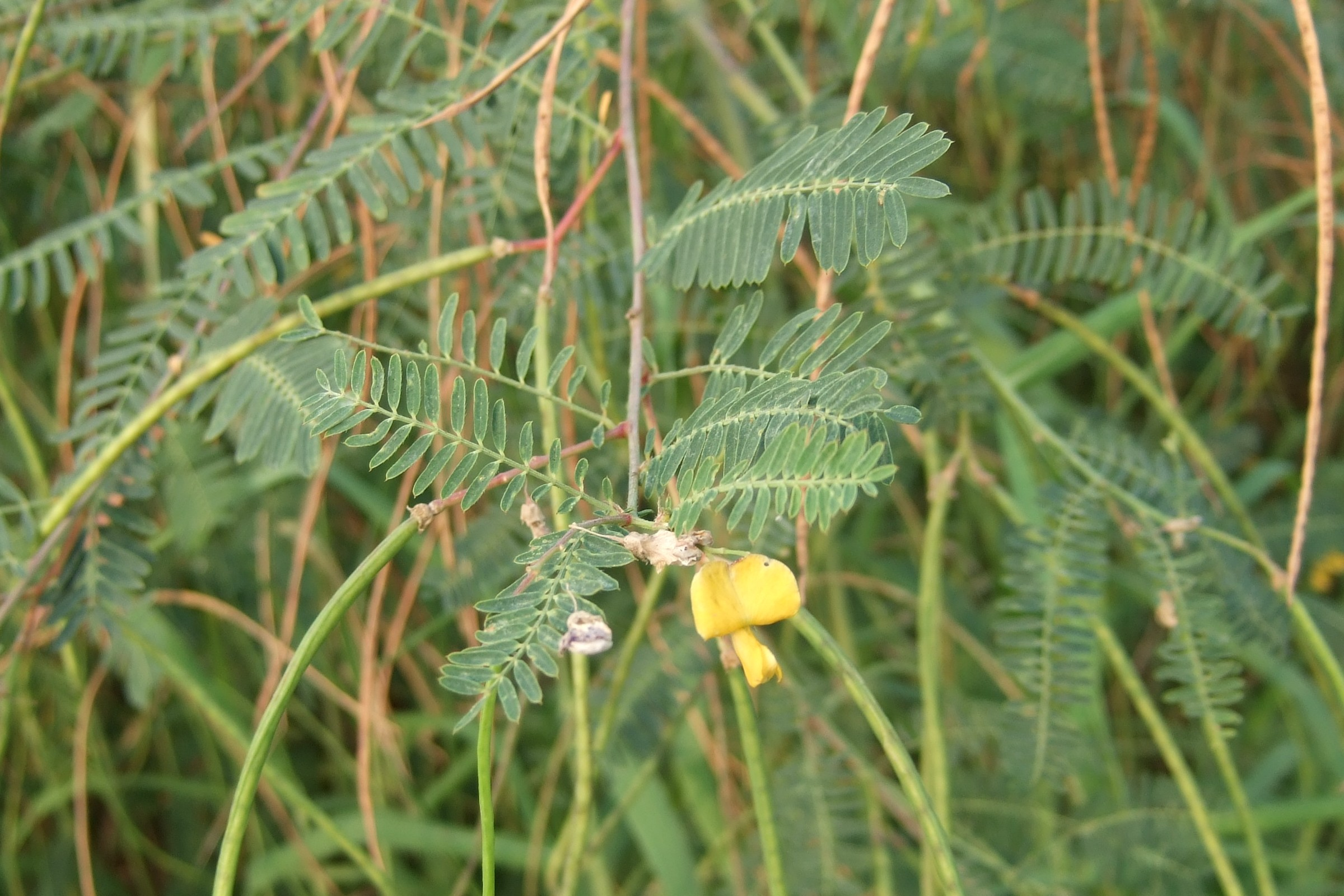
Sesbania cannabina.

Sesbania é um género de plantas com flor pertencente à subfamília Faboideae da família Fabaceae. Sesbania é o único género da tribo monotípica Sesbanieae.

## Descrição
O género Sesbania inclui algumas espécies bem conhecidas, entre as quais Sesbania punicea, Sesbania bispinosa e Sesbania sesban, usadas para fins ornamentais e para protecção e recuperação de solos, sendo que as sementes da última espécie são também utilizadas como alimento para humanos.
Algumas espécies deste género são plantas aquáticas, outras são usadas em agrossilvicultura, especialmente na técnica de plantio de linhas de árvores para fixar e enriquecer solos depauperados (alley cropping) com o fim de promover o enriquecimento do solo em compostos azotados bioassimiláveis.

A espécie de rhizobia responsável pela fixação biológica de azoto em Sesbania rostrata é Azorhizobium caulinodans.
Cerca de 60 espécies são consideradas presentemente como validamente descritas, com cerca de 39 ainda não resolvidas. O maior número de espécies é encontrado na África e o restante na Austrália, no Hawaii e na Ásia.
Vagens e sementes fossilizadas foram identificadas em depósitos datados do Oligoceno tardio da localidade húngara de Eger Wind, as quais são parecidas com Sesbania. As espécies fósseis cresceram num ambiente que era um pântano e um biótopo ribeirinho.

## Espécies
O género Sebania inclui as seguintes espécies:
- Sesbania benthamiana
- Sesbania bispinosa (Jacq.) W.Wight
- Sesbania brachycarpa
- Sesbania brevipedunculata
- Sesbania campylocarpa
- Sesbania cannabina Poir.
- Sesbania chippendalei
- Sesbania cinerascens
- Sesbania coerulescens
- Sesbania concolor
- Sesbania dalzielii
- Sesbania drummondii (Rydb.) Cory
- Sesbania dummeri
- Sesbania emerus (Aubl.) Urban –
- Sesbania erubescens
- Sesbania exasperata
- Sesbania formosa
- Sesbania goetzei
- Sesbania grandiflora (L.) Poir.
- Sesbania greenwayi
- Sesbania hepperi
- Sesbania herbacea (Mill.) McVaugh –
- Sesbania hirtistyla
- Sesbania hobdyi
- Sesbania javanica
- Sesbania keniensis
- Sesbania leptocarpa
- Sesbania longifolia
- Sesbania macowaniana
- Sesbania macrantha
- Sesbania macroptera
- Sesbania madagascariensis
- Sesbania microphylla
- Sesbania notialis
- Sesbania oligosperma
- Sesbania pachycarpa
- Sesbania paucisemina
- Sesbania punicea (Cav.) Benth. –
- Sesbania quadrata
- Sesbania rostrata
- Sesbania sericea (Willd.) Link –
- Sesbania sesban (Jacq.) W.Wight –
- Sesbania simpliciuscula
- Sesbania somaliensis
- Sesbania speciosa
- Sesbania sphaerosperma
- Sesbania subalata
- Sesbania sudanica
- Sesbania tetraptera
- Sesbania tomentosa Hook. & Arn. –
- Sesbania transvaalensis J.B.Gillett
- Sesbania vesicaria (Jacq.) Elliott
- Sesbania virgata (Cav.) Pers. –